# Casa de Tucumán
La  Casa de Tucumán o Casita de Tucumán, oficialmente Casa Histórica de la Independencia, es una casa colonial localizada en el centro de la ciudad argentina de San Miguel de Tucumán, donde un cuerpo de delegados de la mayoría de las Provincias Unidas del Río de la Plata, conocido como el Congreso de Tucumán, proclamó la declaración de independencia de la Argentina el 9 de julio de 1816. Fue declarada Monumento Histórico Nacional en 1941.
Actualmente es la sede del Museo Nacional de la Independencia, gestionado por la Secretaría de Cultura de la Nación.

## Historia

### La casa de Francisca Bazán de Laguna
La casa original fue construida durante la década de 1760 por el comerciante Diego Bazán y Figueroa, para ser otorgada como dote al matrimonio de su hija Francisca Bazán con el español peninsular Miguel Laguna. Este matrimonio tuvo extensa descendencia, y durante algún tiempo vivieron en la casa más de quince personas.
Era una edificación de estilo señorial, con una entrada de tipo zaguán, flanqueada por dos habitaciones, que dan a un primer patio, rodeado de habitaciones por sus cuatro costados. A continuación se hallaban tres salones principales, luego un segundo patio, para seguir un tercer grupo de dependencias, destinadas al personal de servicio. Fuera de las decoraciones aplicadas a paredes y aberturas, el edificio carecía de todo ornamento, con la única excepción de las molduras ubicadas a ambos lados de la puerta principal, representando columnas salomónicas.
En la época de la Revolución de Mayo, la casa pertenecía a los descendientes de Francisca Bazán, y era ocupada por Pedro Antonio de Zavalía, casado con Gertrudis Laguna y Bazán. Otro de los dueños habría sido Nicolás Laguna, otro hijo de Francisca Bazán. No ha quedado registro de la fecha en que esta casa fue alquilada por el gobierno revolucionario, que la ocupó como cuartel para oficiales y tropa, por lo menos en los meses que siguieron a la Batalla de Tucumán.
Permanecía en manos del Estado en concepto de alquiler cuando fue asignada para las sesiones del Congreso de Tucumán, que funcionó en ella entre marzo de 1816 y enero del año siguiente. Para la mayor comodidad de las sesiones, se derribó una de las paredes interiores que dividían dos de las tres salas ubicadas entre el primer y segundo patios; el salón así ampliado presenció la solemne declaración de independencia de la Argentina el 9 de julio de 1816.
La casa estaba edificada sobre la Calle del Rey. El Congreso decidió cambiarle el nombre a la misma, y le adjudicó el que hoy lleva, de Congreso.

### Decadencia y casi total demolición
Tras el traslado del Congreso a Buenos Aires, la casa fue destinada a diversos usos, y devuelta a sus propietarios en algún momento de la crisis conocida como la Anarquía del Año XX. Pasó a ser propiedad de Carmen Zavalía, casada con su tío Pedro Patricio Zavalía. Su estado parece haber sido ruinoso, por lo que los esposos Zavalía demolieron las construcciones del segundo patio, recontruyéndolas en un estilo más moderno.
Años más tarde, la casa albergaba a dos mujeres solteras, tataranietas de su primera propietaria. En 1869, con el objetivo de llamar la atención de las autoridades en la conservación del edificio, ellas aprovecharon la presencia en Tucumán del fotógrafo Ángel Paganelli, para tomar algunas fotografías del mismo. Entre ellas, tuvo especial importancia una única fotografía del frente del edificio, que se muestra en estado bastante ruinoso, pero conservando en buen estado los detalles arquitectónicos. En la foto aparecen el conductor del carro que llevaba la máquina de fotos de Paganelli y su hijo, sentados frente a la casa.
En 1874, la casa fue definitivamente adquirida por el estado nacional, que la destinó a edificio de Correos, anexándole posteriormente el servicio de Telégrafo. El lugar fue sede de las primeras manifestaciones de conmemoración de la Declaración de la Independencia, que comenzaron durante los años 1880. En 1893 se realizó una conmemoración masiva, con representantes estudiantiles llegados de distintas provincias.
No obstante, el gobierno no realizó contribuciones al mantenimiento de la casa hasta el año 1903, en que se vio obligado a demolerla casi por completo, debido a su pésimo estado de conservación. Sobre la calle Congreso se edificó la sede de Correos de la Nación y la sede del Juzgado Federal de Tucumán, de estilo renacentista y coronado con las imágenes de dos leones acostados.
La única parte del edificio que fue salvada de la demolición fue el Salón de la Jura de la Independencia. En el año 1904, por orden del gobierno nacional, este fue cubierto por un templete o pabellón de ladrillos, con abundantes estructuras de hierro y vidrio, de estilo Art Nouveau. En ese templete, el gobernador Ernesto Padilla presidió los festejos del primer centenario de la Declaración de la Independencia.

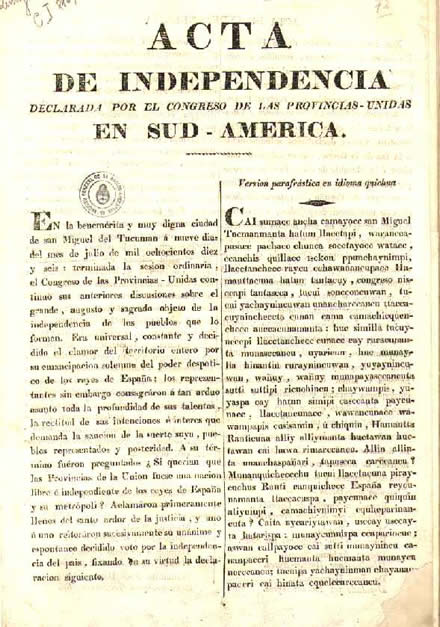
Acta de declaración de Independencia de Argentina, dictada en Tucumán el 9 de julio de 1816.

### Reconstrucción

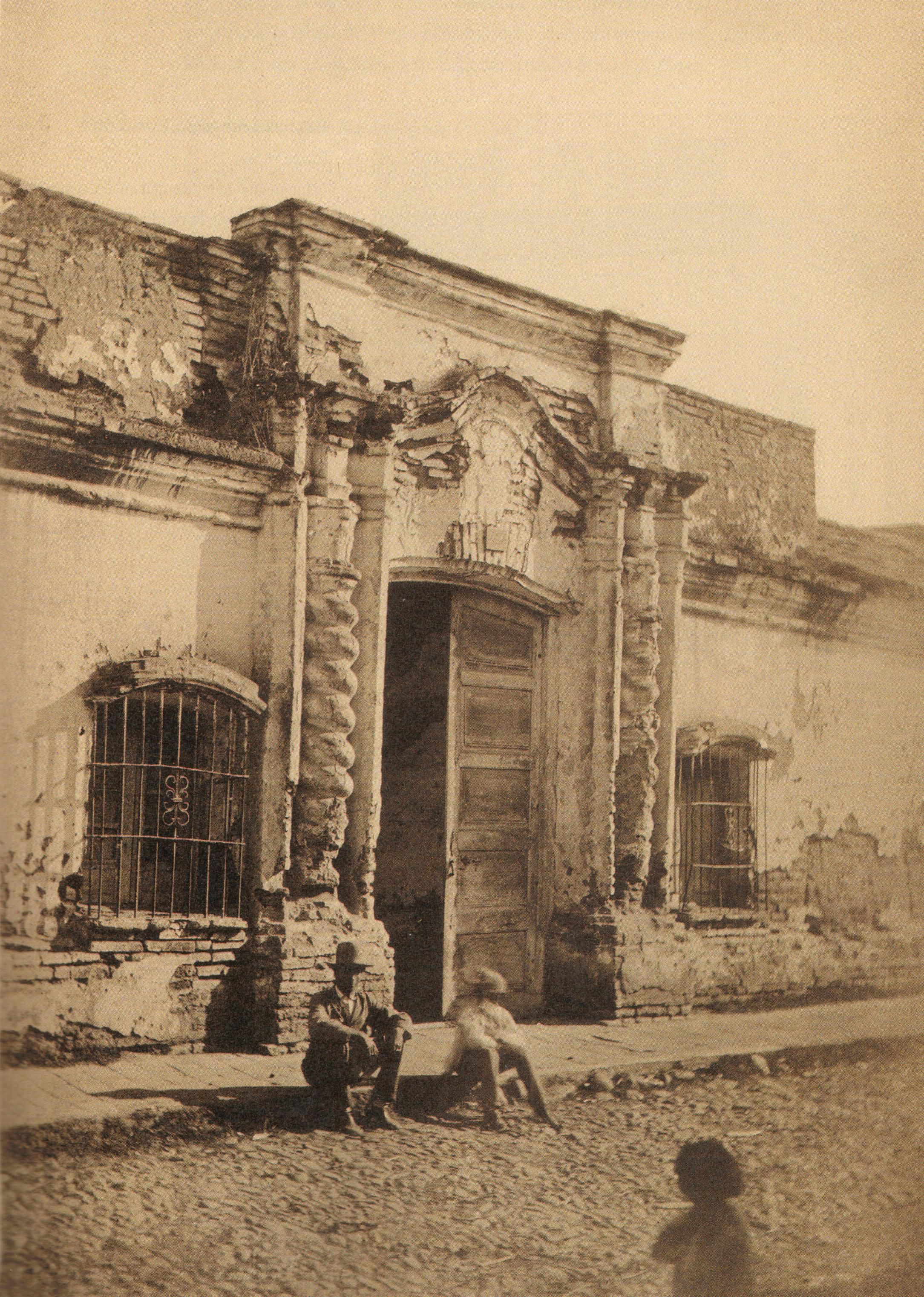
La Casa de la Independencia en 1868, antes de su casi total demolición. Foto de Angelo Paganelli o Ángel Paganelli.

En 1941 la Casa de la Independencia fue declarada Monumento Histórico Nacional.
Una comisión especial, formada por Ricardo Levene, Martín Noel, Mario J. Buschiazzo, y Alejandro Figueroa, estudiaron un proyecto de reconstruir la casa tal como era en los tiempos del Congreso de Tucumán. Una ley de la Provincia de Tucumán aprobó esa obra, y se decidió que la misma fuera dirigida por Buschiazzo, un arquitecto. Este se basó en las fotografías de Paganelli de 1869 y los planos levantados durante el proceso de su compra por el estado nacional. Durante las excavaciones previas a la reconstrucción se encontraron los cimientos de la edificación original, que facilitaron la reconstrucción del edificio.
Las obras comenzaron en 1942 y fueron inauguradas el 24 de septiembre del año siguiente. La reconstrucción intentó ajustarse al máximo a cada detalle del edificio original, utilizando incluso los mismos tipos de ladrillos, tejas —adquiridas en demoliciones en distintas ciudades del país— y baldosas.
Se omitieron las habitaciones que separaban el segundo patio del tercero, para facilitar la circulación y porque los mismos databan de varias décadas después del año de la Declaración de la Independencia.
El tercer patio de la casa fue reemplazado por un patio de inspiración más moderna. La mitad del mismo está ocupado por la Galería de las Placas, donde pueden leerse centenares de placas recordatorias colocadas por entidades públicas y privadas en homenaje a la Declaración de la Independencia. Su parte posterior es el Patio de Homenajes, un patio abierto entre dos paredes, que contienen dos grandes bajorrelieves realizados por la escultora Lola Mora: uno de ellos rememora los hechos de la Revolución de Mayo de 1810, más precisamente la manifestación popular del día 25; el segundo representa la votación por aclamación de la Declaración de la Independencia, del 9 de julio de 1816.
El fondo del patio, protegido por una alta reja ornada, da acceso a la Casa de la Independencia desde la calle. Desde allí accede el público en las ocasiones en que se realizan actos de homenaje; el patio posterior contiene también un mástil, en que se suele enarbolar la Bandera Nacional.

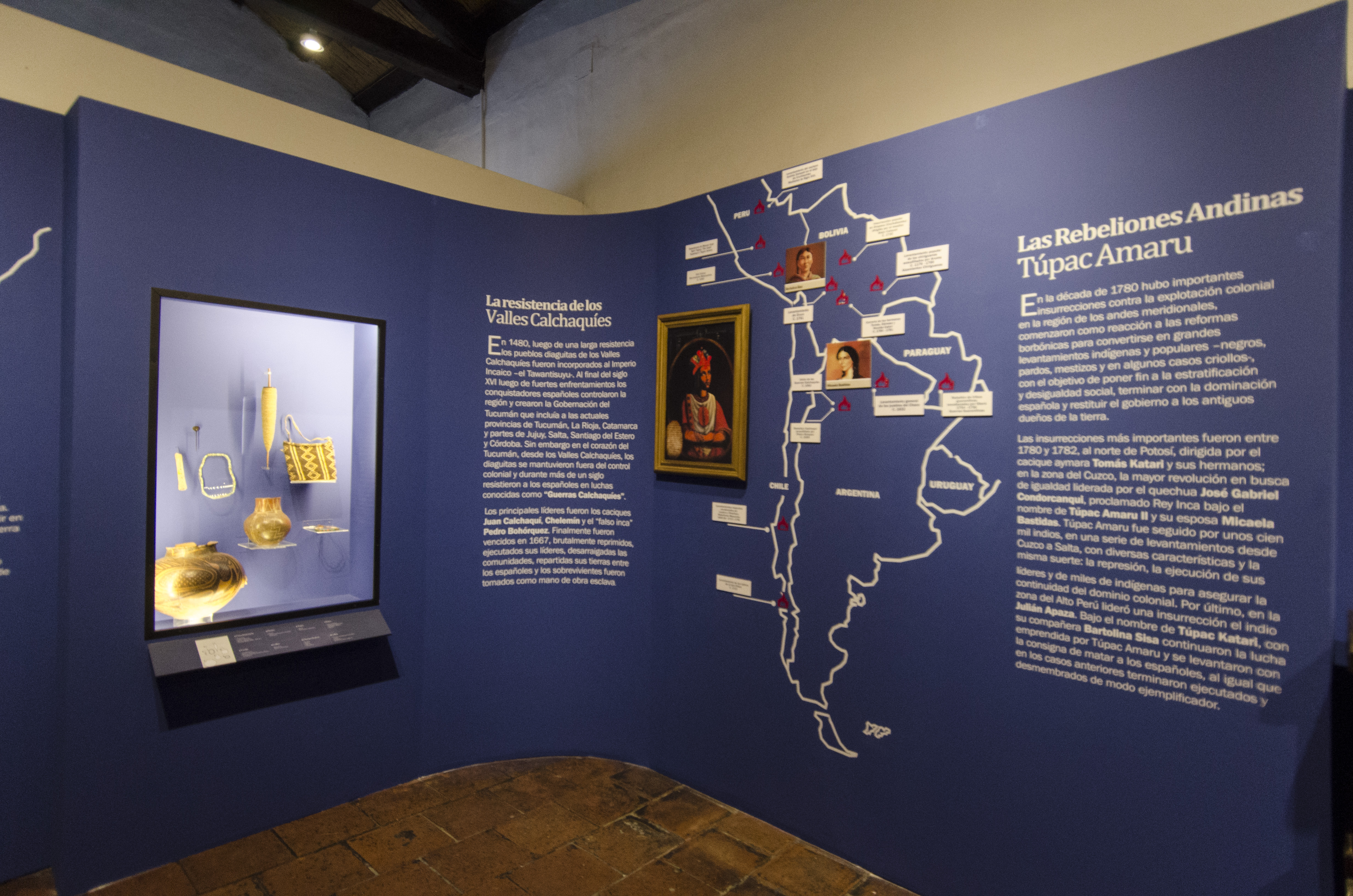
Una de las exposiciones del interior de la Casa. El museo cuenta con varias salas.

### Últimos años

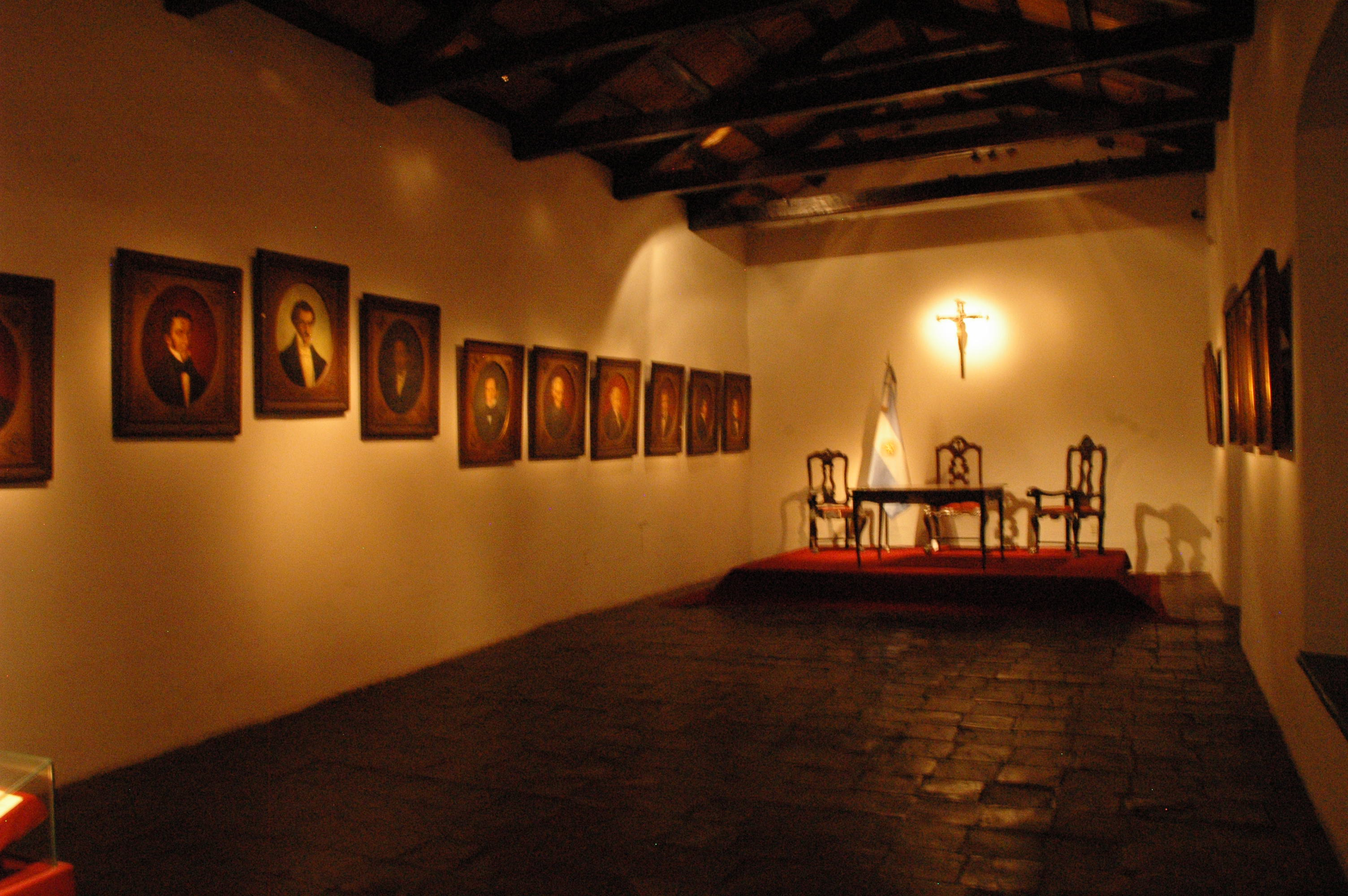
Salón de sesiones del Congreso de Tucumán.

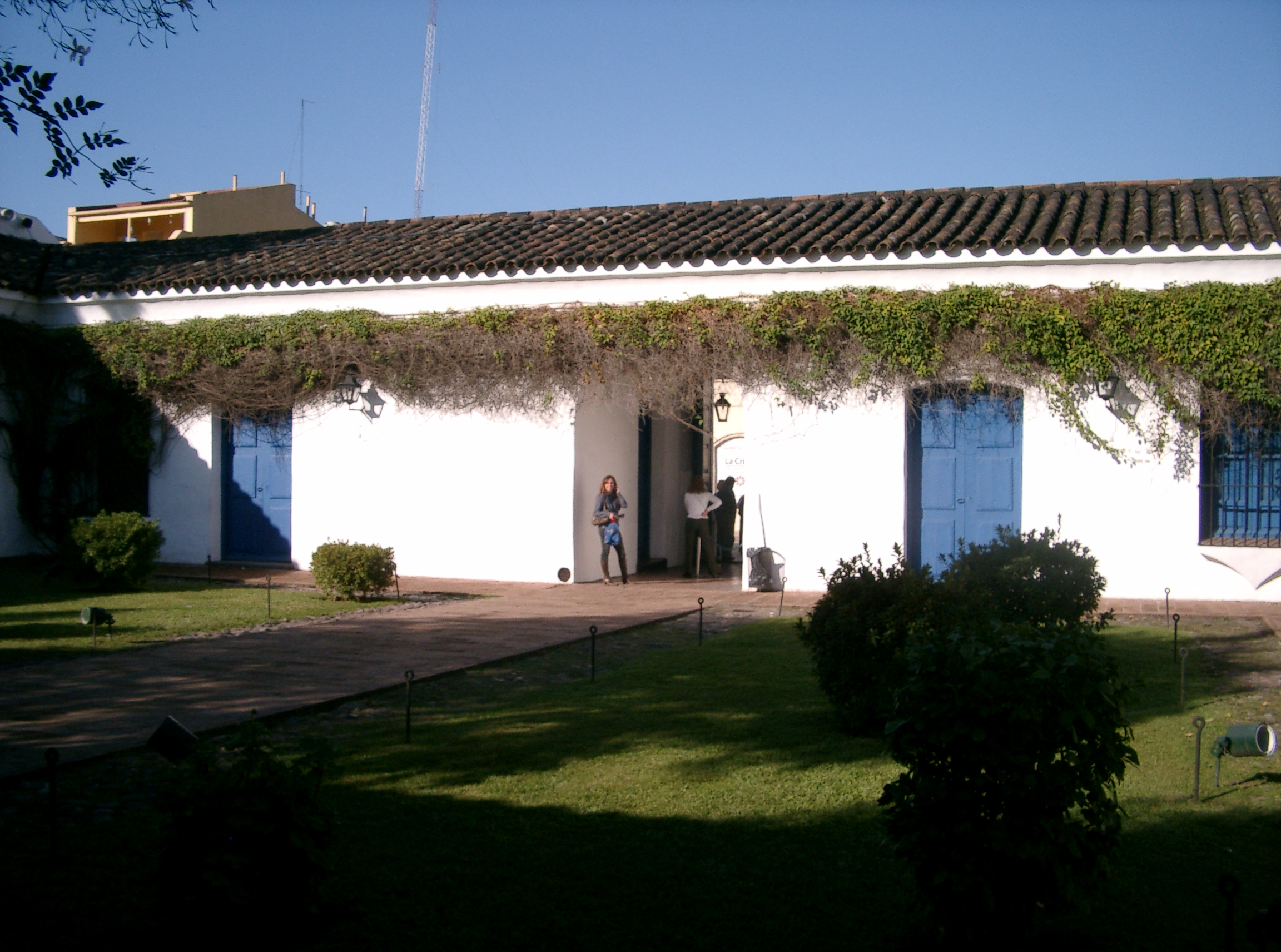
El patio interior.

El 9 de julio de 1947, el presidente Juan Domingo Perón declaró en este solar la Independencia Económica de la Argentina, con motivo de la cancelación total de la deuda externa del país.
En 1971, se produjo el único ataque a su integridad, cuando un grupo de cuatro guerrilleros de la agrupación Montoneros ocupó brevemente el edificio y dañó sus paredes interiores con pintura en aerosol.
En 1976 fueron adquiridos los terrenos colindantes con la Casa Histórica del lado norte, con el objeto de edificar allí algún tipo de edificio auxiliar del Museo. Los proyectos no se concretaron, y años después se liberó ese espacio al uso público con el nombre de Plaza de los Congresales.
En la década de 1990 se realizaron algunas obras de mantenimiento importantes, especialmente la limpieza de casi todas las tejas y el reemplazo de las que estaban rotas. En 1996 se cambió el color de las de puertas y ventanas de madera a azul, de acuerdo con una investigación histórica realizada por la Dirección Nacional de Arquitectura que comprobó, gracias a documentación encontrada, que en 1816 el Estado provincial compró pintura de ese color para ese propósito, y además lo comprobó mediante verificaciones por cateos en las puertas del salón de jura.

## El edificio y los patios
La Casa de Tucumán funciona como museo y es centro tradicional de los festejos por la Declaración de la Independencia. El museo consta de nueve salas de exposiciones, en las que se exhiben muebles y vestuario de época, una reproducción ajustada a la disposición del mobiliario durante las deliberaciones, mapas y cuadros, una reproducción de la edición manuscrita del Acta de la Independencia y una reproducción de la edición impresa, en castellano y aimara. También se exhibe una galería con los miembros del Congreso.
El edificio actual está formado por dos cuerpos principales que rodean el primer patio. El primer cuerpo incluye la fachada, un zaguán y dos salones, uno a cada lado de la entrada. A los costados del primer patio hay dos cuartos del lado norte y dos del lado sur.
A continuación se encuentra el segundo cuerpo principal, dividido en tres salas: la mayor es la de las sesiones del Congreso, y la única que se conserva del edificio original. También contiene el gran candil y la mesa que presidieron las sesiones del mismo. Las sillas que acompañan a la mesa datan aproximadamente de la fecha de la declaración de la independencia.
A continuación sigue el segundo patio o "patio del aljibe", que contiene ejemplares de varios árboles de la región. En ambos costados tiene algunas habitaciones menores. Un tercer patio incluye una última sala, la Galería de Homenajes en el lado norte, y el amplio patio de los sobrerrelieves y el mástil.

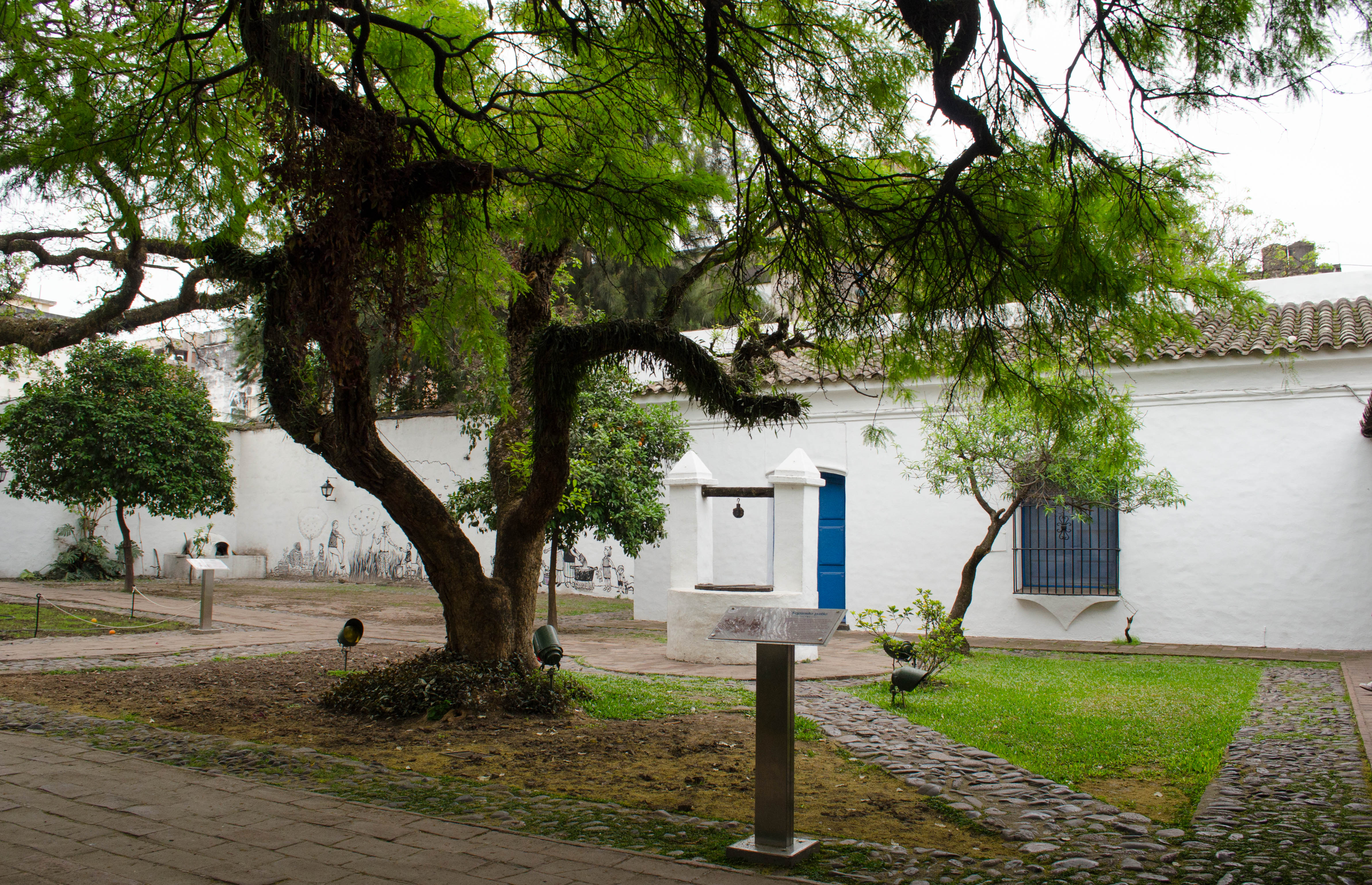
Segundo de los tres patios de la Casa Museo.

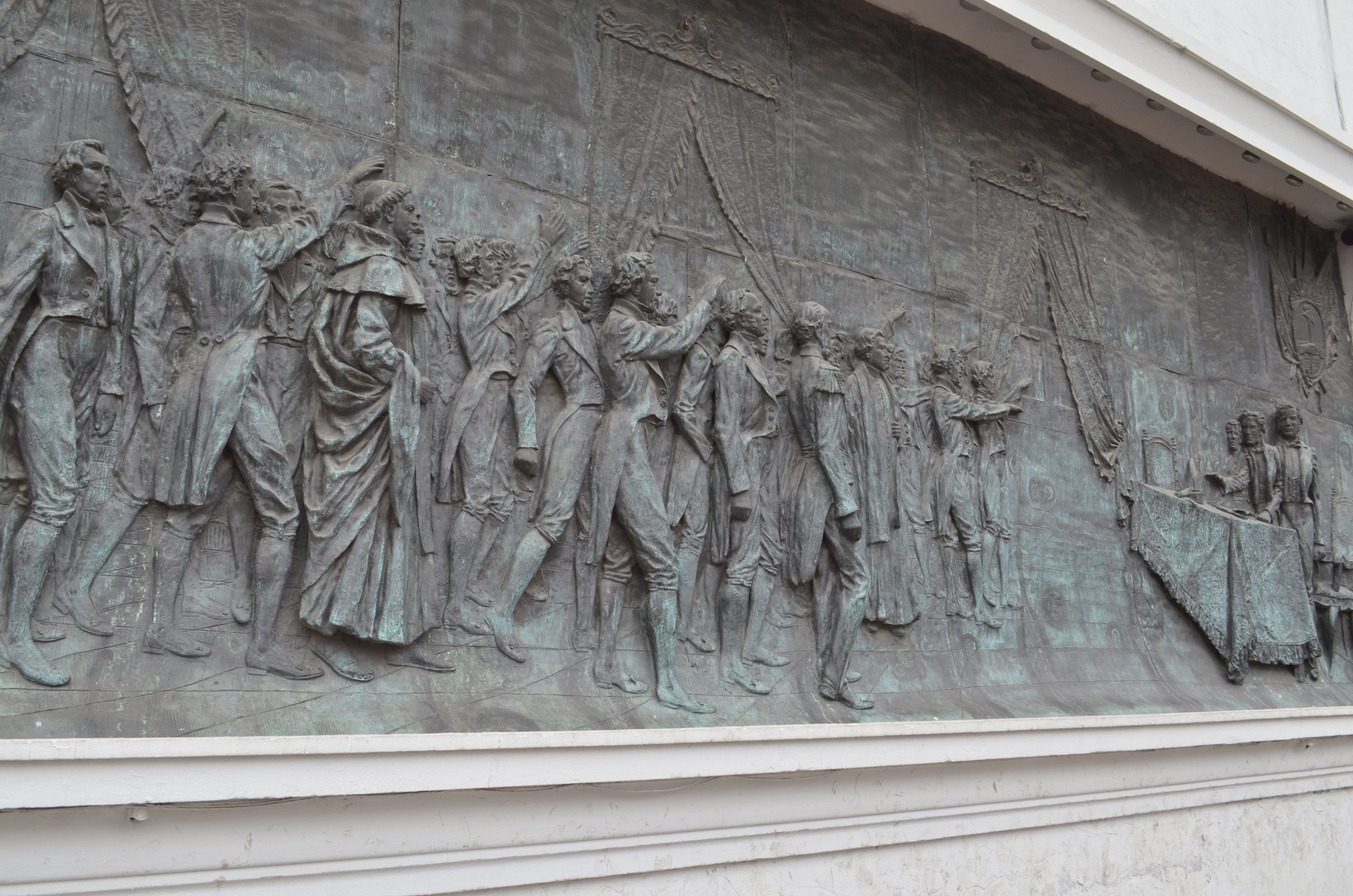
Uno de los dos sobrerrelieves de Lola Mora en el patio trasero de la Casa.

## Espectáculo "Luz y Sonido"
Administrado por el Ente Tucumán Turismo, el espectáculo "Tucumán Cita a la Patria", inaugurado en el año 1968, evoca los históricos momentos que condujeron a la Declaración de la Independencia, y el acto de la aprobación de la misma.
Se trata de un espectáculo grabado, en que voces muy representativas de la cultura argentina de ese momento, como Alfredo Alcón, Eduardo Rudy, Lola Membrives y María Rosa Gallo, dan vida al lugar y al momento en que la historia nacional tomaba un nuevo rumbo. Simultáneamente, un juego de luces da ambiente a la representación histórica.
Durante el show, se escuchan las aclamaciones del pueblo, la lectura del acta, las voces de Francisco de Laprida, Juan José Paso, Tomás Godoy Cruz y otros patriotas. Se reproduce el juramento de los diputados y hasta el rasguido de la pluma con que firman el histórico documento que anuncia la patria nueva.
Cuenta con diálogos de Ricardo Rojas, Leopoldo Lugones, Olegario Víctor Andrade, Carlos Guido y Spano y Gregorio Aráoz de Lamadrid.
Cantantes y músicos: Mercedes Sosa, Claudio Monterríos, Jorge Rojas, Leandro Campos, Ariel Ramírez y Eduardo Falú.
Voces: Alfredo Alcón, Eduardo Rudy, Lola Membrives, Perla Santalla, Luis Medina Castro, María Rosa Gallo, Roberto Airaldi, Roberto Escalada, Fernando Labat, Luis Linares, Irma Córdoba, Leonor González, Jorge López Pondal, Juan Carlos Wolf, Nélida Romero, Ivonne Fournery, Alejandra Lorena, Laureano Álvarez, Eduardo Cocca, Víctor Andreoni, Olkar Ramírez, Tito Alonso, Enrique Fava, Pedro Buchardo, Carlos Vuscovich, Orlando Galante, Raquel Calegari y Mario Ávila.
Guion: Manuel Serrano Pérez
Dirección artística: Manuel Benítez Sánchez Cortez
Coordinación musical: Ariel Ramírez
Coro: Veritas y Alter
Orquestas: Universidad Nacional de Tucumán  y Banda Sinfónica de la Provincia de Tucumán